# 淳于長
淳于長（？—前8年），字子𡦗，西漢魏郡元城縣（今河北省大名縣東）人，淳于長為漢成帝生母王政君的外甥，初任黃門郎。大將軍王鳳臨終時，將淳于長託付給漢成帝照顧，淳于長因而漸受漢成帝寵幸，逐步升遷至九卿。日後漢成帝感激淳于長說服王政君，使趙飛燕成功被立為皇后，故賜予其關內侯的爵位，元延三年又加封他為定陵侯。
倚仗漢成帝的信任，淳于長貪贓枉法，耽於聲色，朝中的公卿大臣向其進獻大量財寶，藉以攀附其權勢，淳于長甚至與當時已被廢黜的許皇后之姐，龍額思侯韓寶的遺孀許孊私通，並向許皇后誘騙了大量錢財、皇室用品。後來在王莽的告發下，淳于長被免除官職，遣回封國，最終在綏和元年，被判處大逆不道之罪，死於獄中。

## 生平

### 貴幸封侯
淳于長年輕時以皇太后王政君姊姊兒子的身分擔任黃門郎，起初並未受到更多的進用，後來適逢大將軍王凤有病，淳于長侍奉王鳳養病，日夜待在其身邊侍候，殷勤備至，甚有甥舅的恩情。王鳳臨終前，把淳于長囑託給皇太后和汉成帝，漢成帝嘉獎淳于長的恩義，任命他為校尉加諸曹，再擢升水衡都尉加侍中，官至九卿之一的卫尉。
過了很長一段時間，赵飞燕受到漢成帝的寵幸，漢成帝打算立她做皇后，然而皇太后王政君嫌趙飛燕出身微寒，有意刁難，淳于長為此專門往來太后居住的東宮傳話，從中斡旋。一年多以後，為了解決趙飛燕出身低賤的問題，漢成帝遂提拔趙飛燕之父趙臨為成陽侯，趙飛燕得以被冊封為皇后。漢成帝感激淳于長的相助，便追溯他先前立下的功勳，下詔說：「前将作大匠解萬年奏請營建昌陵，導致全國百姓疲弊困乏，侍中衛尉淳于長多次諫言應當停止遷徒百姓，讓百姓們返回原本的居住地，朕把淳于長的話下達給公卿，議論者所說皆符合淳于長的意思，淳于長首先提出最好的計策，使人民康樂安定，因此賜予淳于長關內侯的爵位。」後來又加封他為定陵侯，封國在汝南郡。

### 貪婪不法
淳于長深獲漢成帝的信用，顯貴超越了朝廷的公卿大臣，他對外結交诸侯、州牧、郡守，所受賄賂、贈送與賞賜的錢財累計高達上萬萬，除此之外，淳于長又蓄養了眾多妻妾，沉溺在歌舞女色之中，不遵守法令制度。
當時漢成帝的元配許皇后因犯下邪道詛咒的罪刑，被廢黜居住在長定宮，而許皇后的姊姊許靡是龍額思侯韓寶的夫人，韓寶去世後守寡獨居，淳于長和許靡通姦，因而取她為小妻。許皇后通過許靡向淳于長行賄，想求取被復立為婕妤，淳于長收受許皇后給予的金錢、乘輿、服御物等前後價值千餘萬，淳于長欺騙許皇后，假裝答應會替她轉告皇上，讓漢成帝立她為左皇后，許靡每次到長定宮廢后住的地方，淳于長就給許靡書信，戲弄欺騙許皇后，輕侮不實的話無所不說，如此互相書信、受餽贈好幾年。

### 惡行敗露
此時漢成帝的舅父曲陽侯王根擔任大司马骠骑将军，輔佐政事數年，長久患病，屢次請求退休，淳于長憑皇太后親戚的身分處在九卿之位，依序應當接替王根輔政，而王根兄長之子新都侯王莽忌妒淳于長得寵，私下探聽到淳于長娶了許靡為妻，並接受許皇后的餽贈。有次王莽侍奉王根的疾病，趁機對王根說：「淳于長見將軍久病，暗自竊喜，自認應當代替您輔佐政事，以至議論到官職的設置與官吏的任用。」王根聽罷生氣地說道：「倘若如此，為什麼不早點稟告？」王莽說：「不了解將軍的意圖，所以沒敢說。」王根說：「趕快將此事告訴東宮皇太后」。
王莽於是求見皇太后王政君，將淳于長過著驕奢淫逸的生活，想代替王根輔政的意圖全盤說出，還有他當著王莽母親的面上車極不禮貌，私與長定宮許皇后之姊許靡通姦的事情，以及接受許皇后錢財衣物等，王政君聽罷也發怒道：「我們家孩子竟到了這般地步，去稟告皇帝！」王莽給漢成帝陳述了上述情況後，漢成帝決定罷免淳于長的官職，強行遣送他返回封國居住。

### 下獄論罪
起初淳于長擔任侍中時，奉命為太后與皇帝的使者，關係相當親密。紅陽侯王立在眾兄弟中唯獨不能擔任大司馬輔政，王立自己懷疑是受到淳于長的毀謗，為此時常怨恨他，兩人素有恩怨，漢成帝也知道這件事，等到淳于長被懲罰要返回封國去時，王立的嫡長子王融向淳于長討要車馬，淳于長便用珍寶經由王融重重地餽贈王立，王立因此替淳于長說好話，漢成帝對王立幫淳于長求情感到可疑，於是把案情交給有關官吏查明，官吏將王融逮捕，王立擔憂事情敗露，於是叫兒子王融自殺滅口，漢成帝因此更加懷疑他們有姦謀，命令逮捕淳于長關押在洛陽诏狱徹底追查。
淳于長將戲弄欺騙長定宮許皇后，陰謀立她為左皇后之事和盤托出，罪至大逆不道，死於獄中，他的妻、子應當連坐者遭流放至合浦郡，淳于長的母親王若被遷回原籍居住，紅陽侯王立也遷歸封國，將軍、卿、大夫、郡守因淳于長一案受牽連罷免官職者達數十人，王莽最終接替王根當上大司馬。過了很長一段時間，徒還淳于長的母親以及兒子淳于酺回长安。後來淳于酺有罪，王莽又殺了他，遷徒他的家屬回歸故郡。

## 延伸閱讀
[在维基数据编辑]
 《漢書/卷093》，出自班固《漢書》